# Okręg Sarcelles
Okręg Sarcelles (fr. Arrondissement de Sarcelles) – okręg w północnej Francji. Populacja wynosi 428 tysięcy.

## Podział administracyjny
W skład okręgu wchodzą następujące kantony:
- Domont,
- Écouen,
- Enghien-les-Bains,
- Garges-lès-Gonesse-Est,
- Garges-lès-Gonesse-Ouest,
- Gonesse,
- Goussainville,
- Luzarches,
- Montmorency,
- Saint-Gratien,
- Sarcelles-Nord-Est,
- Sarcelles-Sud-Ouest,
- Soisy-sous-Montmorency,
- Viarmes,
- Villiers-le-Bel.